# والتر ماسون كامب
والتر ماسون كامب (بالإنجليزية: Walter Mason Camp)‏ هو كاتب أمريكي، ولد في 1867، وتوفي في 1925.